# Velike Lašče
Velike Lašče este o localitate din comuna Velike Lašče, Slovenia, cu o populație de 649 de locuitori.